# مسجد الزهرا
مسجد فاطمه الزهرا نام یک مسجد واقع در آرنکلیف در حومه سیدنی، استرالیا است. این مسجد در سال ۱۹۸۰ توسط شیخ فهد مهدی العاملی تأسیس شد که اولین و بزرگترین مسجد شیعیان استرالیا است و همچنین یکی از بزرگترین مساجد استرالیا است.
از زمان ساخت مسجد رشد قابل توجهی در املاک و مستغلات و توسعه در نزدیکی آن وجود داشته‌است و گفته شده‌است که رایِ رای‌دهندگان آن در نتایج انتخابات ایالتی و فدرال تأثیرگذار است.
علیه نمازگزاران در مسجد تهدیدهایی به عمل آمده‌است.